# Костел святих апостолів Петра і Павла (Теребовля)
Косте́л святих апостолів Петра і Павла в Теребовлі — культова споруда, парафіяльний римо-католицький храм у місті Теребовлі Тернопільської области України.

## Відомості
- 1396 — вперше згадується дерев'яний костел
- 1423 — засновано парафію, споруджено новий дерев'яний храм.
- 18 серпня 1578 та 5 червня 1778 року королями Стефаном Баторієм та Станіславом Понятовським підтверджено надання парафіяльних привілеїв.
- 1784 — богослужіння перенесли до костелу кармелітів.
- 181? — парафіяльний костел згорів; богослужіння відбувались у греко-католицькому храмі.
- 1917 — споруджено тимчасову каплицю-барак.
- 1919 — богослужіння вдруге перенесено до храму кармелітів, який частково відреставрували.
- 14 вересня 1924 — архієпископ Болеслав Твардовський здійснив освячення наріжного каменя під будівництво.
- 15 квітня 1928 — відбулося освячення храму (проєкт А. Богуша).
- 1946—1992 — радянська влада зачинила святиню і перетворила її на зерносховище, згодом — дім культури.

Нині — храм діючий.Історія римо-католицької базиліки бере свій початок з 1924 року, коли з ініціативи ксьондза Євстахія Яловіцького було закладено та освячено перший камінь під будівництво костелу. 